# Pantaleo (cognome)
Pantaleo è un cognome di lingua italiana.

## Varianti
Pantalei, Pantaleone, Pantaleoni, Pantalone, Pantaloni, Pontel, Puntel.

## Origine e diffusione
Cognome tipicamente pugliese, è presente anche nel trapanese.
Potrebbe derivare dal prenome Pantaleone.
In Italia, al 2023, conta circa 1686 presenze.
La variante Pantalei è centritaliano; Pantaleone è abruzzese e palermitano; Pantaleoni compare in Emilia-Romagna; Pontel e Puntel sono udinesi.

## Persone
- Adriano Pantaleo (1983-) – attore italiano
- Francesco Pantaleo Gabrieli – magistrato italiano
- Giovanni Pantaleo (1831-1879) – militare, massone, partecipò ai moti mazziniani e alla propaganda dei Mille